# Teresa Pàmies
Teresa Pàmies i Bertran (Balaguer, Lérida, 8 de octubre de 1919-Granada, 13 de marzo de 2012) fue una activista política, periodista y escritora española en lengua catalana y lengua castellana.
Fue dirigente de las Juventudes Socialistas Unificadas de Cataluña (1937) y una de las fundadoras de la Aliança Nacional de la Dona Jove (1937-1939). Casada con Gregorio López Raimundo, secretario general del PSUC, es madre del también escritor Sergi Pàmies.
Entre sus obras, siempre con un fondo autobiográfico, destaca Testament a Praga (Premio Josep Pla, 1970) en colaboración con su padre, Quan érem capitans (1974), Va ploure tot el dia (1974), Gent del meu exili (1975), una biografía en español de Dolores Ibárruri (México, 1975) y Jardí enfonsat (1992), entre otras. En 1984 recibió la Creu de Sant Jordi de la Generalidad de Cataluña, en el año 2000 la Medalla de Oro al mérito artístico del Ayuntamiento de Barcelona, en 2001 fue galardonada con el Premio de Honor de las Letras Catalanas. y en 2006 recibió el Premio Manuel Vázquez Montalbán.

## Biografía
Nació en Balaguer (comarca de La Noguera) en 1919. Hija de Tomàs Pàmies, dirigente local del Bloc Obrer i Camperol, siendo todavía una niña vendía el periódico La Batalla. A los 17 años, ya iniciada la Guerra Civil, intervino en un mitin en la Plaza Monumental de Barcelona y en 1937 ingresó en las Joventuts Socialistes Unificades de Catalunya (JSUC), de las que fue una de sus dirigentes. Participó también en la creación de la Aliança Nacional de la Dona Jove (1937-1939) y escribió en el boletín  Juliol.
Con la derrota republicana marchó con su padre al exilio, dejando a su madre y hermanos en Balaguer. La experiencia de abandonar a los heridos del Hospital de Vallcarca (Barcelona), que relató en su libro Quan èrem capitans (1974), no le abandonó nunca. Se unió al medio millón de personas que huyeron de Cataluña hacia Francia, una marcha que en su caso pasó por Gerona y Olot hasta que, con 19 años, ingresó en el campo de refugiados de Magnac-Laval, cerca de Limoges, en suelo francés. En el campo contribuyó en la organización de los internados y en la creación de una escuela hasta que, con la ayuda del PSUC, consiguió huir. En el París previo a la ocupación nazi fue encarcelada durante tres meses en la La Roquette por indocumentada. Una vez liberada se desplazó a Burdeos para unirse a los republicanos que viajaban a la República Dominicana de Rafael Leónidas Trujillo (quien había cobrado por ello del Gobierno de la República en el exilio). Después pasó a Cuba, dónde tuvo noticias del fusilamiento del presidente catalán Lluís Companys, y de la mayor de las Antillas viajó a México. En tierras mexicanas fijó su residencia durante ocho años y estudió periodismo en la Universidad Femenina. En 1947 consiguió volver a Europa, primero un año en Belgrado trabajando en Radio Belgrado y luego doce años en Checoslovaquia. En la República Socialista de Checoslovaquia trabajó como redactora de las emisiones en catalán y en castellano de Radio Praga. Desde el exilio colaboró en las revistas catalanas Serra d'Or y Oriflama.
En 1971 volvió a Cataluña gracias a un visado para recibir el Premio Josep Pla por el libro Testament a Praga, escrito conjuntamente con su padre.
Murió el 13 de marzo de 2012 a los 92 años de edad en casa de su hijo Antonio, en Granada (Andalucía).

## Premios y reconocimientos
- En 1970 recibió el Premio Josep Pla.

- En 1984 recibió la Creu de Sant Jordi de la Generalidad de Cataluña.
- En 2000 la Medalla de Oro al mérito artístico del Ayuntamiento de Barcelona.
- En 2001 fue galardonada con el Premio de Honor de las Letras Catalanas.[3]
- En 2006 recibió el Premio Manuel Vázquez Montalbán.
- En 2019 se celebró el Any Teresa Pàmies, organizado por la Institució de les Lletres Catalanes (ILC).[5]

## Obras
- Testament a Praga 1970) (Junto a Tomàs Pàmies). Traducción al español: Testamento en Praga (1970).
- Quan érem capitans (1974)
- Va ploure tot el dia (1974)
- Quan érem refugiats (1975)
- Si vas a París papà... (1975)
- Gent del meu exili (1975)
- Gent de la vetlla (1975)
- Los que se fueron (1976)
- Dona de pres (1975)
- Amor clandestí (1976)
- Aquell vellet senzill i pulcre (1977)
- Vacances aragoneses  (1979)
- La chivata (1981)
- Memòria dels morts (1981). Traducción al español: Memoria de los muertos (1981).
- Aventura mexicana del noi Pau Rispa (1982)
- Matins d'Aran  (1982)
- Rosalia no hi era (1982)
- Busqueu-me a Granada (1984)
- Camarera de cinco estrellas (1984)
- Segrest amb filipina (1986)
- Praga (Colección "Las ciudades", Ed. Destino) (1987)
- Primavera de l'àvia  (1989)
- Jardí enfonsat (Viatge a Castilla-Lleó) (1992). Traducción al español: Jardín hundido (Viaje a Castilla y León) (2020).
- Coses de la vida a ritme de bolero (1993)
- Nadal a Porto  (1994)
- La filla del Gudari (1997)
- La vida amb cançó: cròniques radiofòniques  (1999)
- L'aventura d'envelli (2002). Traducción al español: La aventura de envejecer (2019).
- Estem en guerra (2005)
- Ràdio Pirenaica (2007)
- Informe al difunt (2008)